# Way to Pekin
A Way to Pequim era uma carreira ciclista profissional por etapas que se disputava na Rússia. Disputava-se na cidade de Tchita (Krai da Transbaicália, na Sibéria) e seus arredores, perto da fronteira com a China, no mês de julho.
Criou-se como preparação para os Jogos Olímpicos de Pequim 2008, de modo que somente teve três edições, com um estatuto diferente:
- 2006-2007: pertencente ao UCI Europe Tour na categoria 2.2 (última categoria do profissionalismo).
- 2008: pertencente ao UCI Asia Tour na categoria 2.2 (última categoria do profissionalismo).

Corria-se sobre sete ou oito etapas.

## Palmarés
| Ano  | Ganhador          | Segundo           | Terceiro               |
| ---- | ----------------- | ----------------- | ---------------------- |
| 2006 | Alexander Erofeev | Vitaly Spiridonov | Stanislav Starodubtsev |
| 2007 | Alexey Kunshin    | Dmitri Nikandrov  | Alexander Erofeev      |
| 2008 | Sergey Firsanov   | Petr Ignatenko    | Alexey Gusev           |

## Palmarés por países
| País   | Vitórias |
| ------ | -------- |
| Rússia | 3        |